# Макс Освальд
Макс Освальд (нім. Max Oswald, 14 квітня 1906 — ?) — швейцарський футболіст, який грав за «Базель» і «Серветт» . Виступав на позиції нападника на початку кар'єри, а потім — півзахисника.

## Клубна кар'єра
Освальд приєднався до першої команди «Базеля» в 1926 році. За свій перший сезон зіграв лише в одному матчі чемпіонату та в одній товариській грі. Дебютував у національній лізі у домашній грі на «Ландгофі» 14 травня 1927 року, коли «Базель» переміг «Конкордію» з рахунком 1:0. Забив свій перший гол за свій клуб у сезоні 1927–28 Серії А 19 лютого 1928 року в домашній грі проти «Золотурна», коли «Базель» переміг з рахунком 4:0.
Між 1926 і 1929 роками зіграв 24 ігри за «Базель», забив чотири голи; 11 з цих ігор були у швейцарській Серії А, 1 у Кубку Швейцарії та 12 товариськими. Забив три голи у лізі, ще один під час контрольних ігор.
В сезоні 1929-30 Освальд став гравцем клубу «Серветт», що виступав в Західній лізі чемпіонату Швейцарії, де зайняв друге місце і потрапив до фінального турніру. Там клуб з Женеви виграв усі свої матчі фінального турніру і став чемпіоном Швейцарії після трирічної перерви.
Влітку 1930 року на честь відкриття стадіону «Стад-де-Шарміль» «Серветт» став організатором Кубка Націй, престижного футбольного міжнародного змагання. Запрошення отримали 12 провідних футбольних федерацій Європи того часу. Відмовились Англія і Португалія, а інші десять країн делегували своїх представників, причому, діючих чемпіонів або володарів національних кубків. Винятком стала лише Іспанія, яку представляв «Реал Уніон», що став шостим у чемпіонаті, але цей клуб був підсилений кількома гравцями з інших іспанських команд. Перед турніром в «Серветт» повернувся тренер Тедді Дакворт. В першому раунді клуб розгромно програв австрійській «Вієнні» з рахунком 0:7. Але формат змагань був таким, що команди, які поступились у першій грі, потрапляли в додатковий раунд. Господарі обіграли бельгійський «Серкль» (Брюгге) з рахунком 2:1 і вийшли в чвертьфінал, де переграли сильну італійську «Болонью» — 4:1. В півфіналі «Серветт» поступився з рахунком 0:3 угорському «Уйпешту», майбутньому чемпіону. В матчі за 3 місце швейцарці вдруге програли з великим рахунком «Вієнні» — 1:5. Освальд грав у першому, третьому і п'ятому матчах з перелічених.

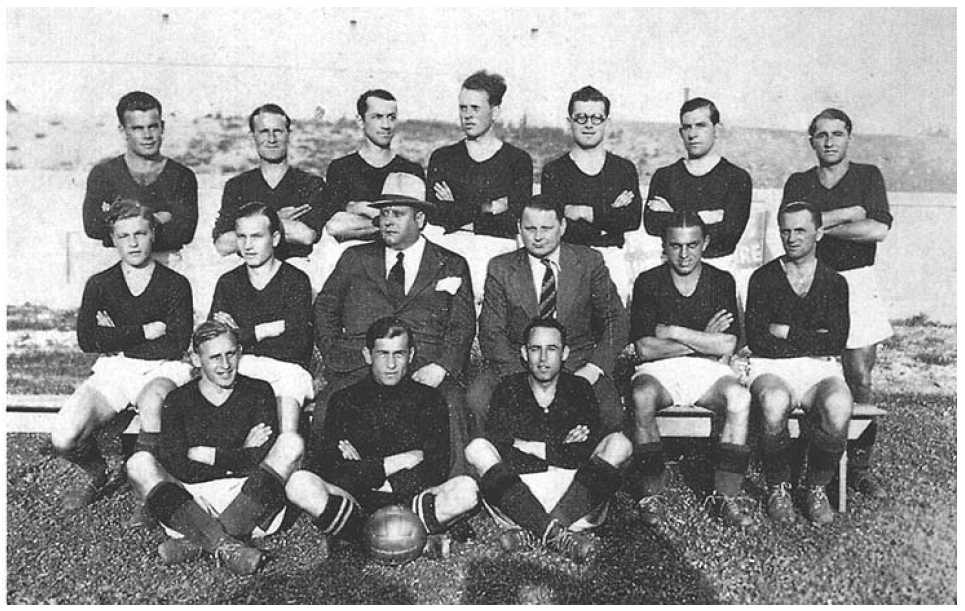
Чемпіонська команда «Серветта» 1933 року. Зліва направо. Верхній ряд: Кезер, Луашо, Пасселло, Л'От, Кільгольц, Рюгг, Лерчер; середній ряд: Гіншар, Освальд, Геррен (президент), Келлермюллер (тренер), Амадо, Такс; нижній ряд: Марат, Сешеай, Раппан (граючий тренер).

У 1931 році швейцарська Серія А перетворилась на Національну лігу А, футбол став професійним. В першій половині 30-х формат чемпіонату постійно змінюється. В 1933 році «Серветт» став переможцем останнього розіграшу чемпіонату Швейцарії, що проводився за схемою, коли команди ділились на групи. В сезоні 1933/34 була утворена єдина ліга, яку також виграв «Серветт». В тому ж році клуб вийшов у фінал Кубка Швейцарії. З Освальдом у складі «Серветт» у фіналі програв з рахунком 0:2 «Грассгопперу».
Грав в складі «Серветта» до 1943 року. За цей час ще один раз виграв чемпіонат Швейцарії в 1940 році, був срібним призером в 1935 році, а також ще два рази грав у фіналах кубка Швейцарії в 1936 і 1938 роках. Без його безпосередньої участі команда грала у фіналі також в 1941 році, в тому розіграші Освальд зіграв лише один матч на попередніх стадіях. Всі три згадані фінали кубка його клуб програв.

## Титули і досягнення
- Чемпіон Швейцарії (4):

«Серветт»: 1929-1930, 1932-1933, 1933-1934, 1939-1940